# Gottfried Michael Koenig
Pour les articles homonymes, voir König.
Gottfried Michael Koenig, né le 5 octobre 1926 à Magdebourg et mort le 30 décembre 2021, est un compositeur germano-néerlandais.